# Conan (serial telewizyjny)
Conan (ang. Conan the Adventurer) – niemiecko-amerykański serial fantasy z 1997 roku. Serial jest luźną adaptacją opowiadań Roberta E. Howarda o Conanie z Cymerii.

## Główne role
- Ralf Möller - Conan
- Danny Woodburn - Otli
- Jeremy Kemp - Hissah Zul
- Robert McRay - Zzeben
- T.J. Storm - Bayu
- Aly Dunne - Karella

W epizodach wystąpili m.in.: Mickey Rooney, Joe Lara i Robert Culp oraz kulturysta Lou Ferrigno.